# Limhamn-Bunkeflo
Limhamn-Bunkeflo was een stadsdeel (Zweeds: stadsdel) van de Zweedse gemeente Malmö. Het stadsdeel telde 42.646 inwoners (2013) en heeft een oppervlakte van 51,47 km².
Op 1 juli 2013 werd het stadsdeel samengevoegd met Hyllie, hieruit ontstond het nieuwe stadsdeel Väster.

## Deelgebieden
Het stadsdeel bestond uit de volgende 19 deelgebieden (Zweeds: delområden):
- Annetorp
- Bellevue
- Bunkeflostrand
- Djupadal
- Elinelund
- Gamla Limhamn
- Hyllieby
- Kalkbrottet
- Klagshamn
- Limhamns hamnområde
- Naffentorp
- Nya Bellevue
- Rosenvång
- Sibbarp
- Skumparp
- Tygelsjö by
- Tygelsjö vång
- Vintrie
- Västra Klagstorp